# Pismo ideograficzno-fonetyczne
Pismo ideograficzno-fonetyczne – system pisma w którym obok siebie występują symbole oznaczające całe morfemy i pewne pojęcia (ideogramy) oraz symbole oznaczające dźwięki.
Do najstarszych takich systemów należą pismo chińskie, egipskie hieroglify, pismo klinowe z Mezopotamii, pismo Majów.
Systemy mieszane ideograficzno-fonetyczne są jedynym współcześnie używanym typem pisma, jednak proporcja części fonetycznej do ideograficznej ma się różnie. Z jednej strony są pisma takie jak polskie czy greckie (przeważnie fonetyczne, elementy ideograficzne są rzadkie, np. liczby), trochę dalej angielskie (zależność między zapisem a dźwiękiem istnieje, lecz jest niepełna), potem japońskie (występują znaki fonetyczne i ideograficzne), czy chińskie, w którym połowę pisma stanowią znaki ideo- i piktograficzne, a drugą połowę znaki piktofonetyczne; a na drugim końcu są rodzaje pisma ewidentnie ideograficzne, jak np. wczesne hieroglify egipskie.